# Onthophagus subhumeralis
Onthophagus subhumeralis là một loài bọ cánh cứng trong họ Bọ hung (Scarabaeidae).